# Маркос Алонсо Пенья
Маркос Алонсо Пенья (ісп. Marcos Alonso Peña; 1 жовтня 1959, Сантандер — 9 лютого 2023) — іспанський футболіст, що грав на позиції нападника. По завершенні ігрової кар'єри — тренер.
Виступав, зокрема, за «Атлетіко» та «Барселону», а також національну збірну Іспанії, у складі якої став срібним призером чемпіонату Європи 1984 року. Після завершення кар'єри футболіста тренував ряд відомих іспанських клубів.

## Клубна кар'єра
Народився 1 жовтня 1959 року в місті Сантандер. Вихованець футбольної школи клубу «Реал Мадрид».
У дорослому футболі дебютував 1977 року виступами за «Расінг», в якому провів два сезони, взявши участь у 51 матчі Ла Ліги. З другого сезону 1978/79 став основним гравцем клубу, який зайняв 17 місце та вилетів у Сегунду.
Після цього влітку 1979 року Маркос перейшов у столичне «Атлетіко». У команді з Мадрида він грав три сезони і був основним гравцем, після чого за 150 мільйонів песет перейшов у «Барселону», ставши найдорожчим трансфером країни. У першому ж сезоні Маркос виграв з командою свій дебютним трофей, ним став Кубок Іспанії, у фіналі якого Алонсо забив вирішальний переможний гол на 90 хвилині у ворота рідного «Реалу» (2:1). Того ж року нападник виграв з командою ще й Кубок ліги та Суперкубок Іспанії, беручи участь в обох вирішальних матчах.
У сезоні 1984/85 Маркос із каталонцями виграв чемпіонат Іспанії. Проте найбільшим матчем для Маркоса став Фінал Кубка європейських чемпіонів 1986 року, в якому він був одним з чотирьох гравців своєї команди, який не забив післяматчеве пенальті — воротар «Стяуа» Гельмут Дукадам не пропустив жодного голу і допоміг румунському клубу виграти найпрестижніший європейський трофей. Натомість наступного місяця клуб виграв другий для себе і Маркоса Кубок іспанської ліги, який став останнім трофеєм для нападника у каталонському гранді. Всього Маркос відіграв за каталонський клуб п'ять сезонів своєї ігрової кар'єри, взявши участь у 124 матчах Ла Ліги.
Влітку 1987 року Маркос повернувся у «Атлетіко», де наступного року зазнав серйозну травму коліна. Так і не повернувшись на колишній рівень, у сезоні 1989/90 він грав у Ла Лізі за «Логроньєс», а потім прийняв пропозицію свого першого клубу, «Расінга», що виступав наразі у Сегунді Б. Маркос допоміг команді зайняти 1 місце та вийти у Сегунду за результатами сезону 1990/91, після чого завершив ігрову кар'єру.

## Виступи за збірні
1979 року провів одну гру у складі юнацької збірної Іспанії.
Протягом 1979—1982 років залучався до складу молодіжної збірної Іспанії. На молодіжному рівні зіграв у 8 офіційних матчах. Разом з нею був учасником молодіжного чемпіонату світу 1979 року в Японії та Московської олімпіади 1980 року.
25 березня 1981 року дебютував в офіційних іграх у складі національної збірної Іспанії в матчі зі збірної Англії.
Протягом кар'єри у національній команді, яка тривала 5 років, провів у формі головної команди країни 22 матчі, забивши 2 голи. Він був частиною команди, що 21 грудня 1983 року виграла історичний матч проти Мальти (12:1). Свій єдиний гол забив проти Ісландії у своєму передостанньому матч 12 червня 1985 року у Рейк'явіку.
У складі збірної був учасником чемпіонату Європи 1984 року у Франції, де разом з командою здобув «срібло» проте на поле не виходив.
Протягом кар'єри у національній команді, яка тривала 5 років, провів у формі головної команди країни 22 матчі, забивши 2 голи.

## Кар'єра тренера
Після завершення ігрової кар'єри Маркос Алонсо залишився у футболі як тренер. Його перші кроки були на посаді помічника тренера Хорхе Д'Алессандро в «Атлетіко» в 1994 році.
Розпочав самостійну тренерську кар'єру Маркос 1995 року, очоливши тренерський штаб клубу «Райо Вальєкано». Він привів клуб до першої в історії перемоги над «Реалом» на його полі (2:1), а по завершенню сезону 1996 року став головним тренером «Расінга», з яким працював два роки у Ла Лізі.
Згодом протягом 1998—2000 років очолював тренерський штаб «Севільї». У першому сезоні клуб зумів вибороти право на вихід у Ла Лігу, але там у наступному сезоні клуб зайняв останнє 20 місце, після чого Маркос покинув клуб.
2000 року прийняв пропозицію попрацювати у «Атлетіко», але не зумів повернути команду у Ла Лігу, через що залишив мадридський клуб 2001 року.
У кінці сезону 2001/02 очолив клуб «Реал Сарагоса», якому не зумів допомогти зберегти прописку в елітному дивізіоні. Це був останній клуб з Ла Ліги у кар'єрі Маркоса. Надалі він працював у Сегунді з клубами «Реал Вальядолід», «Малага» та «Гранада 74», головним тренером якої Маркос Алонсо Пенья був з 2007 по 2008 рік.

## Особисте життя
Син футболіста Маркоса Алонсо Імаса і батько футболіста Маркоса Алонсо Мендоси.

## Титули і досягнення
Барселона
- Чемпіон Іспанії: 1984-85
- Володар Кубка Іспанії: 1982-83
- Володар Суперкубка Іспанії: 1983
- Володар Кубка іспанської ліги: 1983, 1986
- Фіналіст Кубка чемпіонів: 1985–86

Збірна Іспанії
- Срібний призер чемпіонату Європи: 1984